# Samuel P. Huntington
Samuel Phillips Huntington (New York, 18. travnja 1927. – Martha’s Vineyard, 24. prosinca 2008.), američki konzervativni politolog, politički pisac i profesor. Obrazovao se na sveučilištima Yale, Chicago i Harvard, a radio je kao profesor političkih nauka na Harvardu i Columbiji. Najpoznatiji je po svojoj teoriji o "sukobu civilizacija" u posthladnoratovskom svijetu koja sugerira da ratovi u budućnosti neće biti vođeni na osnovi ideologija ili među državama već na temelju blokovske pripadnosti specifičnim kulturama (koje je proizvoljno odredio).

## Opus
Najvažnija djela:
- The Soldier and the State: The Theory and Politics of Civil-Military Relations (1957.)
- The Common Defense: Strategic Programs in National Politics (1961.)
- Political Order in Changing Societies (1968)
- The Crisis of Democracy: On the Governability of Democracies (1976.)
- American Politics: The Promise of Disharmony (1981.)
- The Third Wave: Democratization in the Late Twentieth Century (1991.)
- The Clash of Civilizations and the Remaking of World Order (1996.)
- Culture Matters: How Values Shape Human Progress (2000.)
- Who Are We? The Challenges to America's National Identity (2004.)

## Vanjske poveznice
- Samuel Huntington, Harvard University
- Samuel P. Huntington, The New York Times
- Samuel Huntington, The Guardian